# Ножка гриба

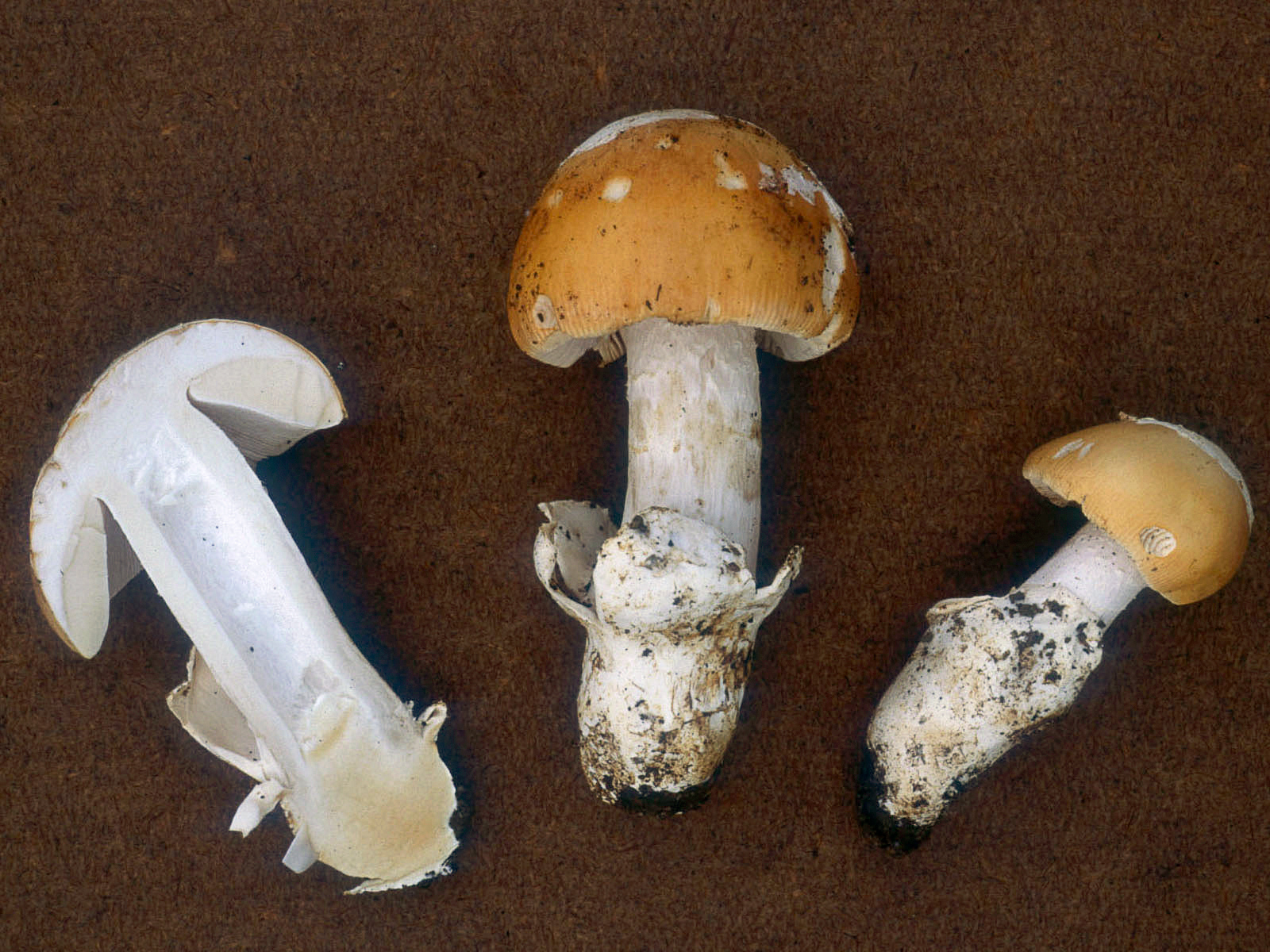
Amanita velosa

Но́жка (лат. stipa) — часть плодового тела шляпконожечного гриба. Грибы, растущие на древесине, могут образовывать сидячие плодовые тела без ножки или с короткой боковой ножкой.
Нижняя часть ножки закрепляется в субстрате. Тип субстрата зависит от экологических особенностей данного вида гриба и может служить определительным признаком. Обычно различают три основных типа субстрата:
- Почва
- Лесной опад (подстилка)
- Древесина

Почвенные грибы часто образуют микоризу с определёнными видами деревьев, а иногда и травянистых растений, или являются почвенными сапрофитами. На опаде и мёртвой древесине также растут сапрофитные грибы; виды, растущие на живых деревьях, являются паразитами. Некоторые виды встречаются на уникальных субстратах, например, моховик паразитный — на плодовых телах ложнодождевика обыкновенного, стробилурус съедобный — на еловых шишках, некоторые панеолусы — на навозных кучах (копрофильные грибы). Видовым признаком может являться наличие толстого мицелиального тяжа (ризомо́рфа) в основании ножки или более тонких, но хорошо заметных сплетений гиф.

## Общие признаки ножки
- Положение относительно шляпки. Определяет общую форму шляпочного гриба — центральное, эксцентричное или боковое плодовое тело.
- Связь ножки со шляпкой. Чёткая граница между этими частями может отсутствовать, ножка плавно переходит в шляпку — например, у семейств Лисичковые (Cantharellaceae), Свинушковые (Paxillaceae), у многих млечников (Lactarius). Другой вариант — со слабой связью, ножка легко выламывается по границе, такой признак характерен, например, для семейства Мухоморовые (Amanitaceae), многих представителей шампиньоновых (Agaricaceae), болетовых (Boletaceae).
- Мякоть ножки часто отличается от мякоти шляпки по консистенции, может иметь волокнистую структуру, хорошо заметную, если расщепить ножку вдоль.

## Признаки формы и строения ножки
- По форме ножки могут быть цилиндрические, с расширениями или сужениями в верхней части или, напротив, возле основания.
- На разрезе ножка может быть сплошной, с осевой полостью (например, у многих мухоморов), с обособленными полостями (характерно для рода Gyroporus) или с рыхлой сердцевиной (некоторые сыроежковые). Часто полости отсутствуют у молодых плодовых тел, появляются на более поздних стадиях созревания. В полости ножки может содержаться рыхлая, иногда ватообразная масса, в таком случае ножку называют выполненной.
- В основании ножки может иметься утолщение характерной формы — клубневидное (округлое), булавовидное (с резким сужением внизу) или усечённое (полушаровидное).

## Признаки поверхности
Признаками могут служить характерные рисунки или фактура поверхности. Различают следующие варианты (в скобках — примеры видов грибов):
- Гладкая, сухая (сыроежки) или слизистая (гигрофор пёстрый)
- Бархатистая (опёнок зимний)
- Муаровый рисунок — чередование неправильных светлых и более тёмных зон (бледная поганка)
- Сетчатая фактура и/или рисунок (белый гриб, жёлчный гриб)
- Чешуйчатая (подосиновик, подберёзовик)
- Бороздчатая (мицена полосатоножковая)

Признаки ножки, как и других частей плодового тела, могут быть подвержены индивидуальной изменчивости, поэтому при определении гриба следует учитывать их у нескольких экземпляров